# Langerringen
Langerringen è un comune tedesco di 3 795 abitanti, situato nel land della Baviera.